# Proceso a Mariana Pineda
Proceso a Mariana Pineda és una minisèrie espanyola de televisió, de cinc episodis, emesa per La 1 de TVE en 1984.

## Sinopsi
Ambientada a la Granada del primer terç del segle xix la sèrie se centra en les peripècies d'un personatge històric, Mariana Pineda, lluitadora per les llibertats en l'apogeu del regnat del monarca absolutista Ferran VII i que finalment seria capturada i ajusticiada mitjançant garrot vil.

## Rodatge
Rodada durant quatre mesos a Madrid, Granada, Boadilla del Monte, Carmona, Sevilla i Huelva, va comptar amb un pressupost de 163 milions de pessetes.

## Repartiment
- Pepa Flores … 	 Mariana Pineda
- Germán Cobos … 	 Jutge Pedrosa
- Juanjo Puigcorbé … 	 Tinent Alba
- Carlos Larrañaga … 	 Capità Álvarez de Sotomayor
- Rafael Alonso … 	 Funcionari
- Tony Isbert … 	 Ferrer
- Manuel Galiana … 	 Il·lustrat
- Antonio Iranzo … 	 Matías
- Valentín Paredes … 	 Pare Saila
- José María Caffarel … 	 Jutge Ceruelo
- Conrado San Martín … 	 Advocat Defensor
- José Vivó … 	 Confessor
- Rosario Flores … 	 Juanita
- Enrique San Francisco … 	 Federico
- Kiti Mánver … 	 La Chispa
- Manuel Torremocha
- Tito García
- José María Tasso
- Tito Valverde

## Equip tècnic
- Direcció 
  - Rafael Moreno Alba
- Producció
  - Carmen Icaza
  - Fabián López Tapia
- Música
  - Jaime Pérez
- Fotografia
  - José García Galisteo
- Muntatge
  - Pedro del Rey
- Decorats
  - Eduardo Hidalgo
- Disseny de vestuari 
  - Javier Artiñano
- Maquillatge i perruqueria
  - Carmen Martín
  - Rosa Martín
  - Dolores Merlo
  - Antonio Segovia
- Assistència al director
  - Jesús Mora
  - Pedro Pardo
- So 
  - José Almaraz
  - Luis Castro
  - Eduardo Fernández
  - Manuel Ferreiro
  - Jesús Recuero
- Efectos especiales
  - Antonio Molina
- Edició 
  - Julia Paloma Ardura
  - Blanca del Rey
  - Blanca Rodríguez
- Assessorament històric
  - Antonina Rodrigo
- Coreografia
  - Merche Esmeralda